# 毛萊 (智利)
35°32′S 71°42′W / 35.533°S 71.700°W

毛萊（西班牙語：Maule），是智利的城鎮，位於該國中部馬烏萊大區的塔爾卡省，始建於1927年12月30日，面積238.2平方公里，海拔高度107米，2012年人口38,270人，人口密度每平方公里160人。